# برنار فريسون
برنار فريسون (بالفرنسية: Bernard Fresson)‏
```
هو 
ممثل
 
فرنسي
، ولد في 27 مايو 1931 
برانس
 في 
فرنسا
، وتوفي في 20 أكتوبر 2002 
بباريس
 في 
فرنسا
 بسبب 
سرطان
.
```

## أعمال

### أفلام
- (1959) هيروشيما حبي
- (1962) أطول يوم[4][5]
- (1969) زد
- (1975) الرابط الفرنسي 2
- (1976) المستأجر
- (2001) أخوة الذئاب[6]

## وصلات خارجية
- برنار فريسون على موقع IMDb (الإنجليزية)
- برنار فريسون على موقع روتن توميتوز (الإنجليزية)
- برنار فريسون على موقع ألو سيني (الفرنسية)
- برنار فريسون على موقع أول موفي (الإنجليزية)
- برنار فريسون على موقع قاعدة بيانات الأفلام السويدية (السويدية)
- برنار فريسون على موقع ديسكوغز (الإنجليزية)
- برنار فريسون على موقع قاعدة بيانات الفيلم (الإنجليزية)
- برنار فريسون على موقع كينوبويسك (الروسية)